# Aliskiren/amlodipine/hydrochlorothiazide
Sự kết hợp thuốc aliskiren/amlodipine/hydrochlorothiazide (INN, tên thương mại Amturnide) là thuốc chống tăng huyết áp được Cục Quản lý Thực phẩm và Dược phẩm Hoa Kỳ (FDA) phê duyệt vào ngày 21 tháng 12 năm 2010 